# Китами (город)
Кита́ми (яп. 北見市 Китами-си) — город в Японии, находящийся в округе Охотск губернаторства Хоккайдо. Площадь города составляет 1427,56 км², население — 122 526 человек (30 июня 2014), плотность населения — 85,83 чел./км².

## Физико-географическая характеристика

### Географическое положение

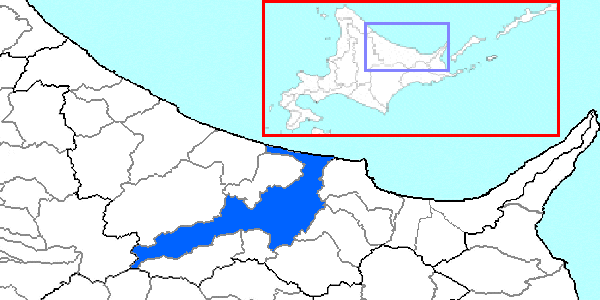
уезд Китами в округе Абасири

Город расположен на острове Хоккайдо в губернаторстве Хоккайдо. С ним граничат город Абасири и посёлки Одзора, Цубецу, Бихоро, Куннеппу, Окето, Сарома, Энгару, Юбецу, Камикава, Камисихоро.

### Климат
В период с 1980 года по 2000 год были зафиксированы следующие рекорды температуры: максимум в 37,0 °C, минимум в −30,9 °C.
| Показатель                                     | Янв.  | Фев.  | Март | Апр. | Май  | Июнь | Июль | Авг.  | Сен.  | Окт. | Нояб. | Дек. | Год   |
| ---------------------------------------------- | ----- | ----- | ---- | ---- | ---- | ---- | ---- | ----- | ----- | ---- | ----- | ---- | ----- |
| Средний суточный максимум, °C                  | −3,5  | −2,5  | 2,1  | 10,6 | 17,0 | 20,2 | 23,7 | 25,0  | 20,5  | 14,8 | 6,9   | −0,1 | 11,2  |
| Средний суточный минимум, °C                   | −14,5 | −14,1 | −8,3 | −0,8 | 4,6  | 9,5  | 14,2 | 15,7  | 10,5  | 3,2  | −3    | −9,8 | 0,6   |
| Норма осадков, мм                              | 42,5  | 32,8  | 46,1 | 47,3 | 58,8 | 59,5 | 86,0 | 102,9 | 111,3 | 68,9 | 48,1  | 49,1 | 748,5 |
| Источник: Японское метеорологическое агентство |       |       |      |      |      |      |      |       |       |      |       |      |       |

## История
- В 1872 году был основан посёлок Ноцукэуси-мура (яп. ノツケウシ村).
- В 1875 году название деревни стало писаться на кандзи — 野付牛村.
- В 1915 году от уезда отделились деревни Рубесибе (en) и Окето.
- В 1916 году Ноцукэуси получил статус города.
- В 1921 году от уезда отделились деревни Танно (en) и Айнонай.
- 10 июня 1942 года Ноцукэуси был переименован в Китами.
- В сентябре 1956 года Айнонай слился с городом.
- 5 марта 2006 года города Танно (en), Рубесибе (en) и Токоро (en) (все из уезда Токоро) слились с Китами в одну агломерацию.

## Население
Население города составляет 122 526 человек (30 июня 2014), а плотность — 85,83 чел./км². Изменение численности населения с 1980 по 2005 годы:
| 1980 | 128 229 чел. |  |
| 1985 | 131 573 чел. |  |
| 1990 | 129 725 чел. |  |
| 1995 | 131 544 чел. |  |
| 2000 | 132 125 чел. |  |
| 2005 | 129 365 чел. |  |

## Символика
Деревом города считается тис остроконечный, цветком — хризантема.

## Культура и наука
В городе ежегодно проводятся три фестиваля: Летний (в июле), Фестиваль хризантем (в октябре), Зимний фестиваль (в феврале). Во второй половине февраля проводят «барбекю на морозе», на этом мероприятии  участники на улице жарят мясо на гриле. Недалеко от города построен парк аттракционов «Kitami Family Land».
В городе расположен Региональный музей науки, истории и искусства Китами. В его комплекс входят также городская обсерватория и планетарий. Музей мяты, дом-музей семьи Пирсон. В городе есть два вуза: Китамский технологический институт и Хоккайдоский медсестринский университет.

## Туризм
В городе имеются лыжные горные спуски Вакамацу и Нодзан, несколько парков, включая парк развлечений с аттракционами «Фамиру рандо», Ноцукэуси, Корианс, цветочный парк Фрава-Парадайз, оранжерея Мидори-сэнта, частный пруд морозоустойчивых лотосов, открытый для посещения публики. На набережной устроен променад Вакка. В Китами расположен аквариум Яма но Суидзокан, с 1983 года работает лисья ферма. Горячие источники Оннэю, Поню, Кин-но-ю, Ноккэ-но-ю.

## Спорт
В городе развита спортивная инфраструктура: есть футбольные, регбийные, бейсбольные поля, теннисные корты, поля для гольфа. Рядом расположена горнолыжная трасса «Вакамацу».
На олимпийских играх 2018 года Женская команда Китами по кёрлингу получила третье место.
Имеется спортивный зал Хоккайдо, спортивный зал японских видов спорта, бассейн с тренажёрным залом и каток.

## Города-побратимы
- Элизабет, штат Нью-Джерси, США, с 1969
- Поронайск, Сахалинская область, Россия, с 1972
- Чинджу, Республика Корея, с 1985
- Коти, Япония, с 1986

## Сельское хозяйство
- Китами занимает 1-е место по выращиванию лука среди уездов Японии.Из лука готовится местный деликатес луковый суп.[7]
- В 1930-х годах 70 % мирового рынка перечной мяты приходилось на Китами.[7]

Также в городе выращивается пшеница, сахарная свекла, рис, бобовые и овощи. 
Рыбная промышленность представлена выращиванием и добычей гребешков, устриц, кетовых пород рыб.